# 吉川清一
吉川 清一（よしかわ せいいち、1902年10月20日 - 1990年9月20日）は日本の実業家。清水建設元社長。長野県松本市生まれ。

## 経歴
旧制松本中学（現長野県松本深志高等学校）、旧制松本高等学校理科甲類卒業。1927年、東京帝国大学工学部建築科卒業、清水組入社。1942年朝鮮支店長、1946年名古屋支店長、1950年常務取締役、1958年専務取締役、1962年副社長。1966年、初の清水家出身ではない代表取締役社長となる。1972年、代表取締役会長。